# Holcosus pulcher
Holcosus pulcher — вид ящірок родини теїдових (Teiidae). Мешкає в Центральній Америці.

## Поширення і екологія
Holcosus pulcher мешкають на карибських схилах Гондурасу, Нікарагуа і Коста-Рики. Вони живуть на узліссях тропічних лісів, в садах і на плантаціях.